# Donald Beer
Donald Beer (né le 31 mai 1935 et mort le 25 janvier 1997) est un rameur américain. Il participe aux Jeux olympiques d'été de 1956 dans l'épreuve du huit et remporte le titre.

## Palmarès

### Jeux olympiques
- Jeux olympiques de 1956 à Melbourne,  Australie
  -  Médaille d'or.